# XL век до н. э.
XL (сороково́й) век до на́шей э́ры по пролептическому юлианскому календарю — век с 1 января 4000 года до н. э. по 31 декабря 3901 года до н. э. Это 1-й век 4-го тысячелетия до н. э. Ему предшествовал XLI век до н. э., за ним следовал XXXIX век до н. э. Закончился 5925 лет назад.

## События
- Возникновение цивилизации в области Плодородного полумесяца (в Месопотамии, в районе современного Ирака).
- Возникновение первых шумерских поселений в Древней Месопотамии.
- Появление первого поселения на месте будущего города Чанху-Даро.
- Возникновение культуры Лянчжу в Китае
- Возникновение культуры Нагада в Египте.
- Возникновение культуры Ранний Дзёмон на Японских островах.
- Основана первая Корейская цивилизация. Согласно легенде, основатель — сын бога и медведицы, превратившейся в женщину.
- Использование плуга.
- Одомашнивание лошади.
- Поселенцы эпохи неолита начинают располагать свои поселения в наиболее пригодных для защиты местах, вблизи рек, на возвышенностях, в болотах. Для дополнительной защиты они также зачастую окружают их деревянными стенами, земляными насыпями и рвами.
- В разветвлённой системе пещер на юге Армении, в районе границы с Ираном, обнаружены глиняные горшки и чаны, которые были изготовлены в XL веке до н. э. Их наличие свидетельствует о том, что уже в медном веке люди занимались виноделием.
- Возникновение Культуры воронковидных кубков в Европе.
- Засуха 3900 лет до н. э.

## Мифология
- XL век до н. э. рассматривается некоторыми христианами, приверженцами Младоземельного креационизма, как период возникновения первобытной человеческой цивилизации.
- Согласно Корейским легендам, бог погоды Хванун сошёл на землю и распространил среди людей гармонию, мир и процветание. Тигр и медведица пришли к нему и попросили превратить их в людей. Бог дал им чеснок и полынь и приказал укрыться в тёмной пещере. Оба должны были прожить 100 дней питаясь только этими растениями и не видеть дневного света, чтобы стать людьми. Оба согласились и какое-то время у них всё получалось. Однако, тигр больше не смог переносить растительную пищу и бросился наружу навстречу солнцу и мясу. Даже несмотря на то, что медведица видела как легко сдался Тигр, она вытерпела до конца. Наконец сто дней прошли и медведица превратилась в прекрасную женщину. Бог назвал её Юэнг-Ньэо [熊女, медведица] и они поженились. У них родился сын, которого они назвали Дан-Гун [壇君]. Дан-Гун стал первым императором Кореи.